# Hermersbergerhof
Der Hermersbergerhof ist ein Weiler im Landkreis Südwestpfalz in Rheinland-Pfalz, der zur Ortsgemeinde Wilgartswiesen gehört. Er besteht aus rund einem Dutzend Häusern, in denen 151 Menschen wohnen. Mit einer Höhe von 550 m ü. NHN ist er die höchstgelegene Siedlung der gesamten Pfalz.

## Geographie

### Lage
Der Hermersbergerhof befindet sich auf einer Kuppe im mittleren Bereich des Pfälzerwalds in der Oberen Frankenweide inmitten eines Hochplateaus. Er liegt im nordwestlichen Gemeindegebiet von Wilgartswiesen unweit der Gemarkungsgrenze zu Merzalben und einer zu Annweiler am Trifels gehörenden Waldexklave. Er ist von ausgedehnten, kompakten Waldgebieten umschlossen. Von wenigen Ausnahmen wie Hofstätten abgesehen sind diese nicht besiedelt.

### Erhebungen
Die höchsten Erhebungen im näheren Einzugsbereich sind nördlich des Weilers zwei Berge, die mehr als 600 m Höhe erreichen, der Weißenberg (610 m) und der Hortenkopf (606 m). Südwestlich des Ortes erheben sich nebeneinander die Spitze Boll (540,1 m) und nordöstlich von ihr die Breite Boll (528 m).

### Fließgewässer
Die Trasse der von Süden und Norden zum Hermersbergerhof führenden Straße verläuft auf der Wasserscheide zwischen den Einzugsgebieten der Queich im Osten und der Lauter, die in diesem Bereich, im Quellgebiet, Wieslauter genannt wird, im Westen. Sämtliche Bäche, die rund um den Weiler entspringen, fließen von ihm weg. Dazu gehören beispielsweise der Meißenbach, der Waldbach, der Scheidbach, der Wüstbach und der Modenbach.

### Klima
Der Jahresniederschlag beträgt 1095 mm.

## Geschichte

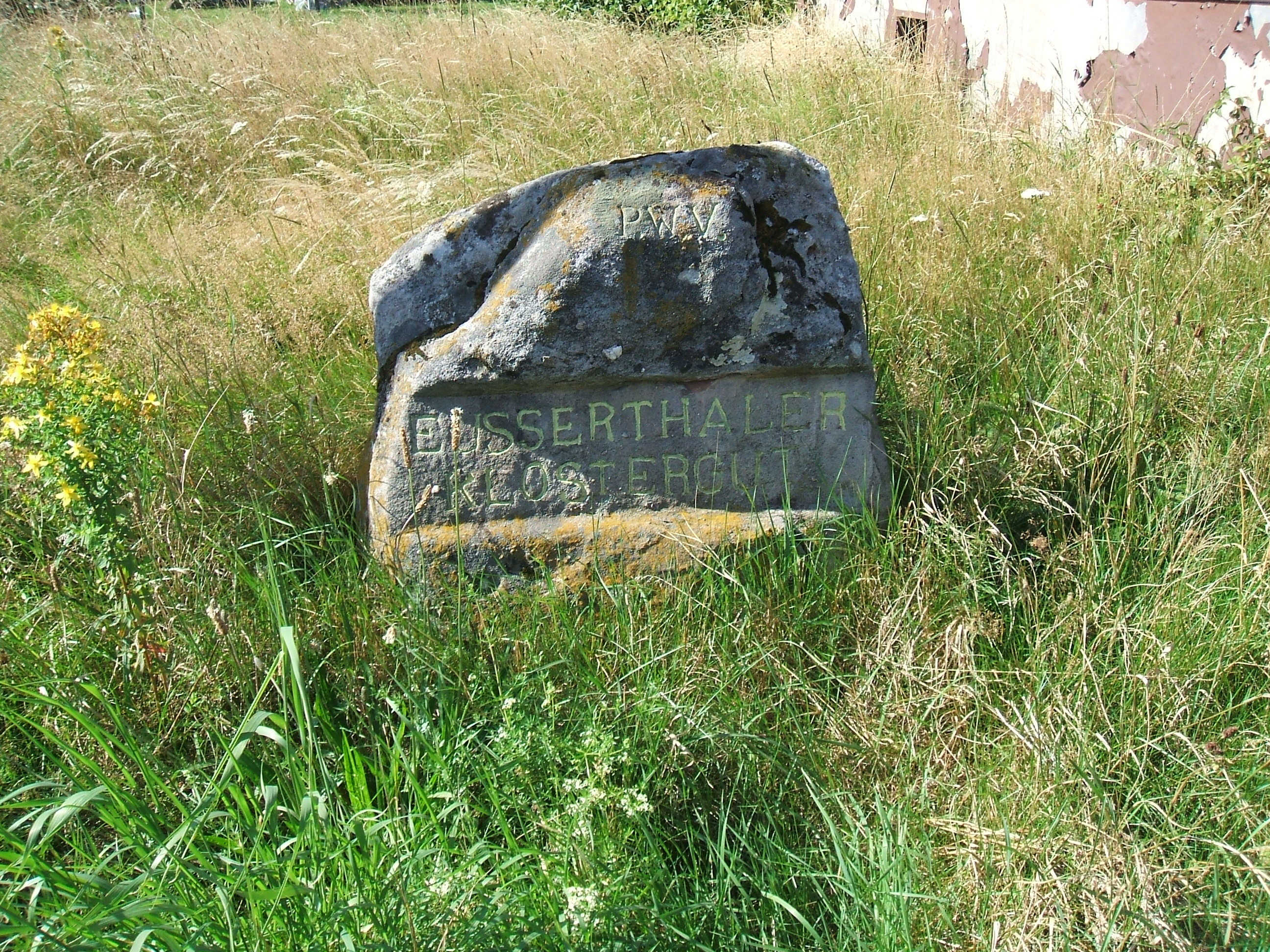
Klostergut: Ritterstein Nummer 52

Der Ort stellt eine Rodungsinsel dar. Das ursprüngliche Hofgut wurde durch die Benediktinerabtei Hornbach gegründet, nachdem die Adlige Wiligarta dem Kloster im Jahre 828 große Ländereien im Speyergau geschenkt hatte. 1163 kam der Hof an das lediglich 10 km entfernte Zisterzienserkloster Eußerthal. Dieses betrieb ihn dreihundert Jahre lang und veräußerte ihn schließlich 1467 an Herzog Ludwig I. von Pfalz-Zweibrücken. An den langen Zeitraum als Klostergut Eußerthal erinnert der im 20. Jahrhundert vom Pfälzerwald-Verein aufgestellte Ritterstein mit der Nummer 52.
1773 wurde die damals aktuelle Grenzsituation zwischen den Herzögen von Pfalz-Zweibrücken, den Leininger Grafen der Linie Leiningen-Hardenburg-Dagsburg und der Herrschaft Gräfenstein, die zur Markgrafschaft Baden gehörte, in den Dreiherrenstein nahe dem Hermersbergerhof eingemeißelt, der als Ritterstein Nr. 57 erfasst ist. Wenige Jahre später, zu Ende des 18. Jahrhunderts, wurde das linke Rheinufer durch französische Revolutionstruppen besetzt und von Frankreich annektiert; wie alle anderen kirchlichen und adeligen Besitztümer wurde der Hermersbergerhof säkularisiert.
1928 hatte der Hermersbergerhof 66 Einwohner, die in zwölf Wohngebäuden lebten. Die Katholiken gehörten seinerzeit zur Pfarrei von Hauenstein, die Protestanten zu derjenigen von Wilgartswiesen.

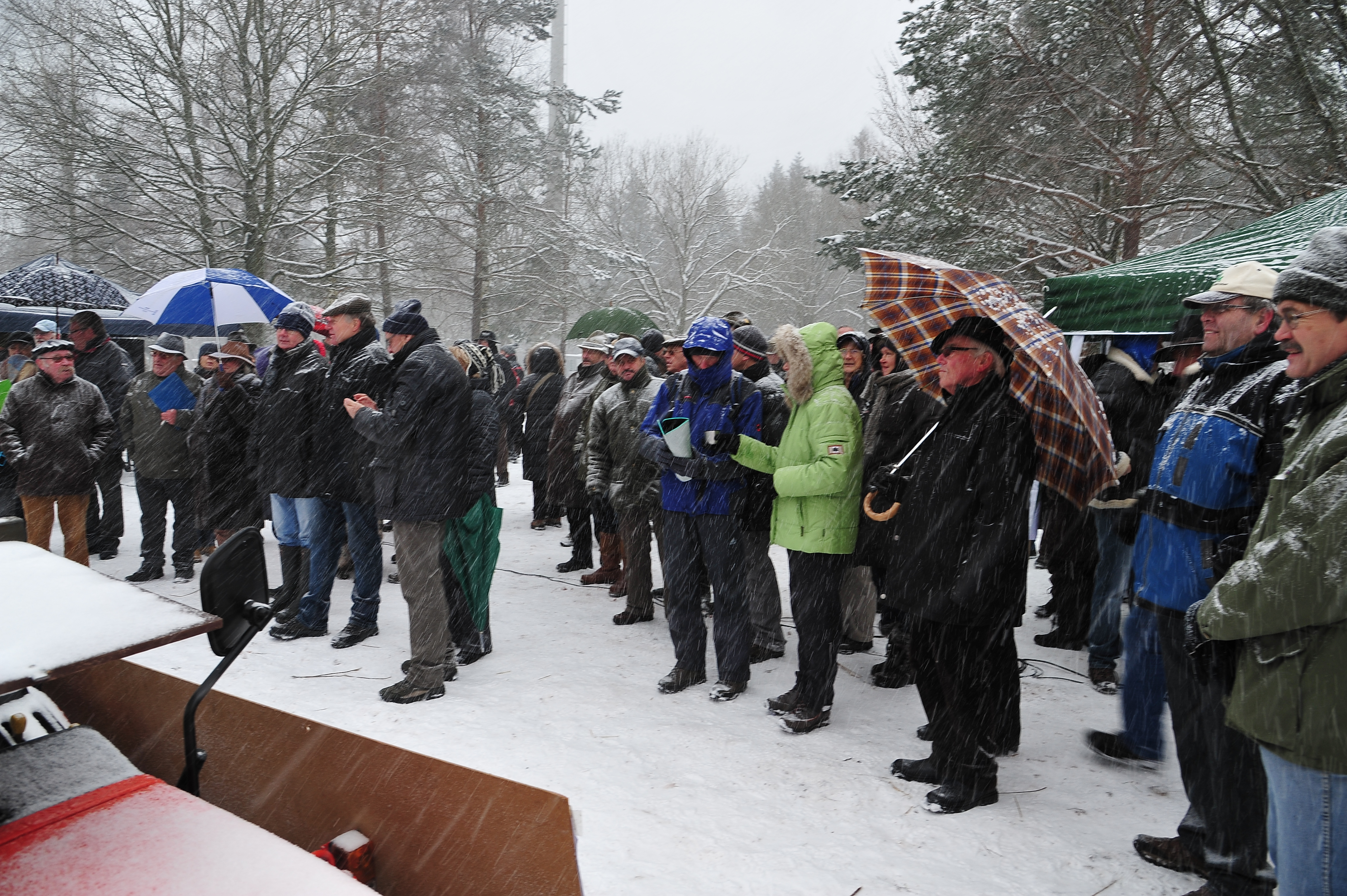
Demonstration auf dem Hermersbergerhof gegen den Bau von Windkraftanlagen

Wegen des geplanten Baus von Windkraftanlagen auf den umgebenden Höhen kam es Ende 2012 vor Ort zu einer Demonstration gegen dieses Vorhaben.

## Politik
Der Ortsteil Hermersbergerhof ist einer der beiden Ortsbezirke der Ortsgemeinde Wilgartswiesen und wird von einem Ortsbeirat sowie einem Ortsvorsteher politisch vertreten.
Der Ortsbeirat besteht aus vier Mitgliedern, die bei der Kommunalwahl am 9. Juni 2024 in einer Mehrheitswahl gewählt wurden, und dem ehrenamtlichen Ortsvorsteher als Vorsitzendem.
Michael Eck wurde am 8. Juli 2024 Ortsvorsteher von Hermersbergerhof. Bei der Direktwahl am 9. Juni 2024 war er als einziger Bewerber mit einem Stimmenanteil von 64,10 % für fünf Jahre gewählt worden.
Seine Vorgängerin Vera Schmitt hatte das Amt im August 2019 von Sabine Lanowski übernommen.

## Wirtschaft und Infrastruktur

### Wirtschaft

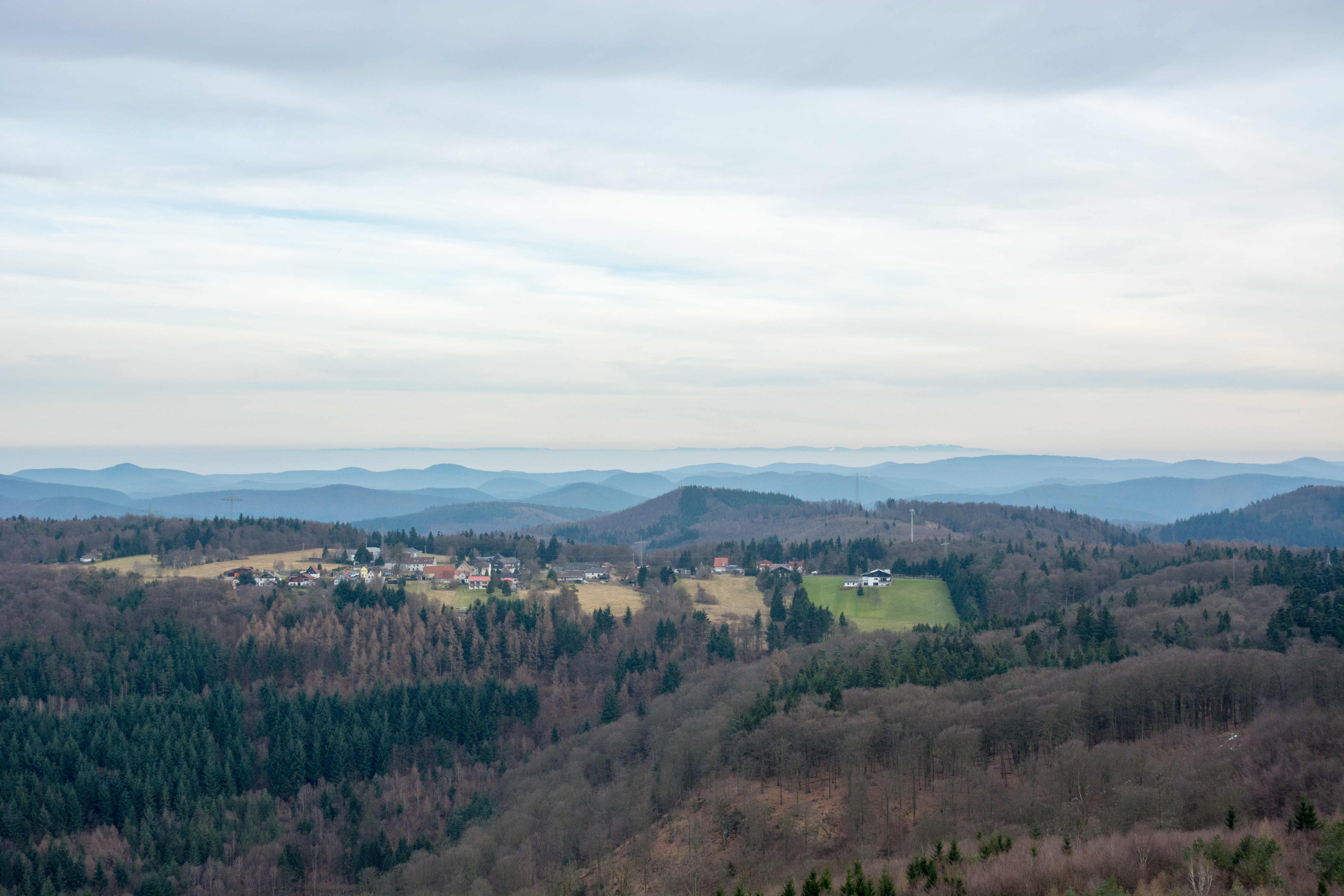
Blick vom Luitpoldturm auf dem Weißenberg in Richtung Hermersbergerhof

Früher lebten die Bewohner des Hermersbergerhofs hauptsächlich von der Forstwirtschaft, heute steht der Tourismus im Vordergrund. Ein Landgasthof mit großer Terrasse und ein Café, dessen Veranstaltungsraum in der ehemaligen Klosterschmiede liegt, bieten Pfälzer Küche und Hotelzimmer an. Ganzjährig ist Wandern und Mountainbiking möglich. Bei günstigen Schneeverhältnissen lässt sich Wintersport betreiben; wegen der zunehmend milderen Winter wurde der Skilift im Jahre 2000 abgebaut, eine Rodelbahn ist jedoch weiterhin vorhanden.
Durch den Ort führt der Prädikatswanderweg Pfälzer Waldpfad, der eine Verbindung mit Kaiserslautern und Schweigen-Rechtenbach herstellt. Hinzu kommen ein Weg, der mit einem blauen Kreuz markiert ist und von Niederhausen nach Sankt Germanshof verläuft, sowie der Höcherbergweg, der von Niederwürzbach bis nach Böchingen führt und der mit einem rot-weißen Balken markiert ist. Der mit einem blau-roten Balken gekennzeichnete Weg streift den westlichen Siedlungsrand und führt von Kirchheimbolanden bis nach Pirmasens. Der Ort ist zudem Station für die Tour 11 des Mountainbikeparks Pfälzerwald.

### Verkehr
Der Hermersbergerhof wird von zwei Seiten über die Kreisstraße 56 erreicht. Sie ist von der im Süden auf 220 m Höhe verlaufenden Bundesstraße 10 (Pirmasens–Landau) her 6 km lang und für den Individualverkehr ausgebaut. Nach Norden verbindet sie als schmalere, 10 km lange Straße – vorbei an der Kuppe des Weißenbergs, der sich 2 km nordwestlich erhebt – den Weiler mit der Landesstraße 496, die von Münchweiler nach Hochspeyer führt. Der Nahverkehr war ab dem Jahr 2000 im Westpfalz-Verkehrsverbund (WVV) organisiert, der seit Sommer 2006 vollständig in den Verkehrsverbund Rhein-Neckar (VRN) integriert ist. Nächstgelegener Bahnhof ist Wilgartswiesen an der Strecke Landau–Rohrbach.

### Gesundheit
Vor Ort wurde bis zum 1. Oktober 2022 die Fachklinik Pfälzerwald betrieben, die unter der Trägerschaft der Evangelischen Heimstiftung Pfalz stand.